# Turóctótfalu
Turóctótfalu (1899-ig Szlován, szlovákul Slovany) falu Szlovákiában, a Zsolnai kerületben, a Turócszentmártoni járásban.

## Fekvése
Turócszentmártontól 18 km-re délnyugatra fekszik.

## Története
A települést 1252-ben „terra quinque villarum” alakban említik először. 1422-ben „Tothfalu”, 1534-ben „Zlowenec”, 1535-ben „Zlowen”, 1543-ban „Slowen”, 1548-ban „Zloweny”, 1554-ben „Sloweny”, 1579-ben „Schlowany”, 1598-ban „Szlowany” alakban szerepel a korabeli forrásokban. A turóci konvent tulajdonában állt, 1715-ben 38 háztartása volt. 1773-tól a kamara birtoka. 1785-ben 74 házában 633 lakos élt.
A 18. század végén Vályi András így ír róla: „SZLOVÁN. Tót falu Túrótz Várm. földes Ura a’ Tudom. Kintstár, lakosai többfélék, fekszik Sz. Györgyhöz nem meszsze, és annak filiája; határja jól termő, réttye, legelője, fája van; piatza Várallyán, T. Prónán, és Mosóczon.”
1828-ban 85 háza és 707 lakosa volt. Lakói gyógyolaj készítéssel, sáfrány termesztéssel, len és kender feldolgozással, vászonszövéssel, kézművességgel foglalkoztak. Lakóinak egy része kivándorolt a tengerentúlra.
Fényes Elek 1851-ben kiadott geográfiai szótárában így ír a faluról: „Szlován, tót falu, Znio Váralja mellett, Thurócz vmegyében, a Vriczkó vizénél. Számlál 703 kath. 4 evang., lak. F. u. a pesti-egyetem. Ut. post. Rudnó.”
A trianoni diktátumig Turóc vármegye Stubnyafürdői járásához tartozott.

## Népessége
| Év:            | 1994. | 2004.   | 2014.    | 2024.   |
| -------------- | ----- | ------- | -------- | ------- |
| Emberek száma: | 375   | 410     | 455      | 431     |
| Eltérés:       |       | +9,33 % | +10,97 % | -5,27 % |

| Év:            | 2023. | 2024.   |
| -------------- | ----- | ------- |
| Emberek száma: | 426   | 431     |
| Eltérés:       |       | +1,17 % |

1880-ban 573 lakosából 17 német, 527 szlovák, és 7 egyéb anyanyelvű; ebből 454 római katolikus, 113 evangélikus és 6 izraelita vallású volt.
1890-ben 603 lakosából 1 magyar, 10 német, 584 szlovák és 8 egyéb anyanyelvű; ebből 472 római katolikus, 130 evangélikus és 1 izraelita vallású volt.
1900-ban 605-en lakták, ebből 4 magyar, 7 német, 577 szlovák és 8 egyéb anyanyelvű; ebből 475 római katolikus és 130 evangélikus vallású.
1910-ben 556-an lakták: 5 magyar, 20 német, 518 szlovák és 13 egyéb anyanyelvű; ebből 379 római katolikus, 175 evangélikus és 1-1 görög katolikus és izraelita vallású.
1921-ben 526 lakosából 3 magyar, 1 egyéb nemzetiségű és 522 csehszlovák; ebből 360 római katolikus, 163 evangélikus és 3 egyéb vallású volt.
1930-ban 509-en lakták: 2 magyar, 26 német, 479 csehszlovák és 2 állampolgárság nélküli; ebből 353 római katolikus és 156 evangélikus vallású.
1970-ben 514 lakosából 512 szlovák, 1 cseh és 1 ismeretlen nemzetiségű volt.
1980-ban 445 lakosából 444 szlovák volt.
1991-ben 388 lakosából 386 szlovák volt.
2001-ben 413-an lakták, ebből 1 magyar és 409 szlovák.
2011-ben 421-en lakták: 1 magyar, 1 német, 1 morva, 2 cseh, 397 szlovák és 19 ismeretlen nemzetiségű; ebből 273 római katolikus, 73 evangélikus, 33 nem vallásos és 37 ismeretlen vallású.

## Nevezetességei
- Neogótikus római katolikus templomát 1896-ban építették.
- Evangélikus kápolnája 1856-ban épült.

## Külső hivatkozások
- E-obce.sk Archiválva 2013. június 7-i dátummal a Wayback Machine-ben
- Községinfó
- Turóctótfalu Szlovákia térképén